# Trans Executive Airlines
Trans Executive Airlines of Hawaii è una compagnia aerea cargo con sede a Honolulu, arcipelago delle Hawaii, negli Stati Uniti. Opera voli charter merci mentre le attività passeggeri vengono svolte con il nome di "Transair Global".

## Storia
La compagnia aerea è stata fondata nel 1982 da Teimour Riahi. Ha iniziato le attività con bimotori Convair 640F e Shorts 360. Nel 2019 la compagnia aerea gestiva una flotta di sei Boeing 737-200 (cinque in configurazione cargo, uno in configurazione passeggeri VIP) e cinque Short 360. I bireattori Boeing 737 sono di proprietà e gestiti da Rhoades Aviation Inc. di Columbus (INDIANA).
Il 13 luglio 2021, a seguito dell'incidente del volo 810, tutti i B.737 sono stati messi a terra dalla FAA a causa di problemi di manutenzione e sicurezza. Il 25 maggio 2022, citando numerose violazioni della sicurezza riscontrate durante le indagini sull'incidente, la FAA ha annunciato la revoca del certificato di operatore aereo (COA) di Rhoades. Tra le violazioni citate c'erano 33 voli effettuati con motori in condizioni non idonee al volo. A Rhoades fu concesso fino all'8 giugno per impugnare la decisione dell'agenzia, la società richiese al Dipartimento dei Trasporti ulteriore tempo per rimettere in regola tutte le operazioni.

## Destinazioni
| Stato                | Città    | Aeroporto                            |
| -------------------- | -------- | ------------------------------------ |
| Stati Uniti (Hawaii) | Hilo     | Aeroporto Internazionale di Hilo     |
| Stati Uniti (Hawaii) | Honolulu | Aeroporto Internazionale di Honolulu |
| Stati Uniti (Hawaii) | Kamuela  | Aeroporto Waimea-Kohala              |
| Stati Uniti (Hawaii) | Kahului  | Aeroporto di Kahului                 |
| Stati Uniti (Hawaii) | Kona     | Aeroporto Internazionale di Kona     |
| Stati Uniti (Hawaii) | Lanai    | Aeroporto di Lanai                   |
| Stati Uniti (Hawaii) | Lihue    | Aeroporto di Lihue                   |
| Stati Uniti (Hawaii) | Molokai  | Aeroporto di Molokai                 |

## Flotta

### Flotta attuale
A dicembre 2022 la flotta di Trans Executive Airlines era così composta:

### Flotta storica
Trans Executive Airlines operava in precedenza con i seguenti aeromobili:
- Boeing 737-400
- Convair 640

## Incidenti
- 29 giugno 2015: lo Short 360 con marche N221LM atterrò all'aeroporto di Kalaeloa effettuò per errore un belly landing dopo che i piloti, in un volo di addestramento, si dimenticarono di abbassare il carrello. Non si registrarono vittime e l'aereo venne riparato.[8]
- 2 luglio 2021: il volo Transair 810, operato da un Boeing 737-200 in versione cargo, è ammarato nell'Oceano Pacifico dopo un guasto a un motore. Entrambi i piloti, pur feriti, sono stati tratti in salvo.[9]